# Advances in Ecological Research (журнал)
Advances in Ecological Research — оглядовий науковий журнал, заснованний у 1962 році, публікується Academic Press. Спочатку він публікувався кожні два роки, але починаючи з четвертого випуску, став публікуватися щорічно. Першим шеф-редактором журналу був Д. Б. Крегг (J. B. Cragg), нині редактором є Гай Вудвард (англ. Guy Woodward). Своїми публікаціями журнал покриває усі аспекти екології.

## Реферування і індексування
Журнал реферується і індексується в Science Citation Index, Zoological Record, і BIOSIS Previews.
За даними Journal Citation Reports, в 2013 році імпакт-фактор журналу становив 6.250.

## Ресурси Інтернету
- Офіційний сайт

## Виноски
1. ↑  The ISSN portal — Paris: ISSN International Centre, 2005. — ISSN 0065-2504
2. ↑  Master Journal List. Intellectual Property & Science. Thomson Reuters. Архів оригіналу за 26 вересня 2017. Процитовано 26 січня 2015. [Архівовано 2017-09-26 у Wayback Machine.]
3. ↑  Advances in Ecological Research. 2013 Journal Citation Reports. Web of Science (вид. Science). Thomson Reuters. 2014.